# Gnidia fourcadei
Gnidia fourcadei är en tibastväxtart som beskrevs av Charles Edward Moss. Gnidia fourcadei ingår i släktet Gnidia och familjen tibastväxter. Inga underarter finns listade i Catalogue of Life.